# Куртогай (урочище)
Куртогай — урочище в Чарынском каньоне на реке Чарын. Расположено в Кегенском районе Алматинской области Казахстана, в Чарынском национальном парке.

## Причины образования
В древности река Чарын впадала в Илийское озеро. После того как воды Илийского озера ушли, Чарын стал впадать в реку Или, ранее также несшую свои воды в Илийское озеро. В бывшем дне озера Чарын вырезал каньон. С ростом хребтов Терскей Алатау, Кетмень и Кунгей Алатау, где находятся верховья Чарына, течение реки убыстряется и тем самым увеличивается ее эрозионная сила. Каньон разрезает слои пород и углубляется одновременно с ростом хребтов Северного Тянь-Шаня. Часть каньона пролегает между разноцветных коренных пород.

## Описание
В восточной части хребта Торайгыр река Шарын образует каньон — Куртогай. Он находится в непосредственной близости от моста через реку Шарын в Енбекшиказахском районе Алматинской области. Отличается прочих местных каньонов своими зазубренными гребнями и вершинами. На его склонах обнажаются плиоценовые отложения со сложными формами в виде карнизов, столбов, ниш. Внизу голубой лентой вьется река Шарын, противоположный берег и склон изрезан глубокими оврагами, которые в своей совокупности представляют неповторимый ландшафт. Не менее здесь интересны и туранговая роща из азиатского тополя. А всего в каньоне произрастают более 1500 видов растений, 17 из которых занесены в Красную книгу Казахстана. Есть в этом царстве каменных изваяний и «население»: лисицы, зайцы, джейраны, тушканчики, горностаи, каменные куницы — всего 62 вида млекопитающих, более 100 видов птиц и 25 видов рептилий. Многие из них, как и представители флоры, находятся под охраной государства.

## Легенда
Издревле местные жители называли этот каньон «дорогой в ад», верили, что по ночам тут летают ведьмы и творится всякая чертовщина.

## Местоположение и охрана
Урочище Куртогай расположено на реке Шарын в непосредственной близости от моста через реку Шарын в Енбекшиказахском районе Алматинской области, в 200 километрах на восток от города Алматы.
Урочище входит в список Особо охраняемых природных территорий со статусом природоохранного и научного учреждения. Каньон входит в территорию Шарынского национального парка, образованного в 2004 году. Охрана объекта возложена на администрацию Шарынского ГНПП.